# Anders Reinhold Wrangel
Anders Reinhold Wrangel af Sauss, född 29 juli 1722, död 3 september 1780, var en svensk greve, riksråd och militär.

## Biografi
Wrangel föddes som son till generalmajoren Otto Reinhold Wrangel och dennes första hustru Margareta Brita Lagercrona. Han blev inskriven som student vid Uppsala universitet. 1730 blev han inskriven som konstapel vid Artilleriregementet för att 1733 utnämnas till sergeant. 1738 gick han över i samma grad vid Livgardet. Wrangel utnämndes till fänrik 1741 och deltog i hela Hattarnas ryska krig 1741-1743. Han gick 1744 i fransk krigstjänst som löjtnant, och han deltog i Österrikiska tronföljdskriget, särskilt i operationer i Alsace och Bayern.
1745 utnämndes han till löjtnant vid Livgardet för att därefter utnämnas till major vid Garnisonsregementet i Stralsund. Han befordrades till överstelöjtnant i armén 1759 och han deltog även i det Pommerska kriget, under vilket han utsågs till överstelöjtnant vid Västmanlands regemente 1760. Den 8 augusti 1761 deltog han i en strid, varvid general Augustin Ehrensvärd berömde hans tapperhet i ett brev till kungen. Han deltog även i Slaget vid Anklam samt Slaget vid Treptov 1761. 1762 utnämndes han till överste samt blev genom prästeståndets försorg under Riksdagen 1765–1766 utnämnd till generalfälttygmästare.
Wrangel upphöjdes i friherreligt stånd 1771 och utnämndes vid tiden för Gustav III:s kröning den 12 maj 1772 till riksråd, men han blev entledigad av kungen efter dennes statskupp den 22 augusti samma år; Wrangel tillhörde dock dem som kungen därefter omedelbart utnämnde på nytt. Han blev 1778 upphöjd till greve.
Wrangel dog i Stockholm 1780 och han ansågs under sitt liv politiskt ha varit mössa.

### Utmärkelser
- Riddare av Svärdsorden - 1751
- Kommendör av Svärdsorden - 30 november 1772
- Kommendör med stora korset av Svärdsorden - 1774

### Webbkällor
- adelsvapen.com, tab 1